# ウィザーズコンプレックス (曲)
「ウィザーズコンプレックス」は、佐藤ひろ美 & KOTOKOの楽曲。2016年8月12日にシングルとしてういんどみるOasisより発売された。

## 概要
本作は最初、2016年4月28日発売のPCゲーム『ウィザーズコンプレックス』をオフィシャルサイトにて通販限定特典CDとして初めて販売され、同年8月12日～8月14日開催された「コミックマーケット90」にて単独シングルとして限定販売された。
表題曲は、PCゲーム『ウィザーズコンプレックス』のオープニングテーマに起用されており、佐藤ひろ美とKOTOKOによるデュエット楽曲については「回帰新星 -recurrent nova-/夏風ノスタルジア」以来約3年ぶりとなる。また、KOTOKOの代わりに佐藤が作詞を担当するのは、本曲が初めてである。
カップリング曲として、桜川めぐが歌唱を担当し、同ゲームのエンディングテーマに起用されている。
一般的なCD販売店には流通しておらず、オリコンなどのランキングにも登場していない。

## シングル収録内容
| #         | タイトル                                   | 作詞       | 作曲      | 編曲      | 歌                 | 時間  |
| --------- | ------------------------------------------ | ---------- | --------- | --------- | ------------------ | ----- |
| 1.        | 「ウィザーズコンプレックス」               | 佐藤ひろ美 | 上松範康  | 末益涼太  | 佐藤ひろ美＆KOTOKO | 4:30  |
| 2.        | 「夜明けが聞こえる」                       | RUCCA      | 藤間仁    | 平田悠真  | 桜川めぐ           | 4:50  |
| 3.        | 「ウィザーズコンプレックス」(Instrumental) |            |           |           |                    | 4:30  |
| 4.        | 「夜明けが聞こえる」(Instrumental)         |            |           |           |                    | 4:50  |
| 5.        | 「ウィザーズコンプレックス」(Short ver.)   |            |           |           |                    | 2:13  |
| 合計時間: | 合計時間:                                  | 合計時間:  | 合計時間: | 合計時間: | 合計時間:          | 20:53 |

## 参加ミュージシャン・クレジット
| ウィザーズコンプレックス - Guitar：加納望 - All Other Instruments & Programming：末益涼太 - Directed by 末益涼太 | 夜明けが聞こえる - Guitar: 藤永龍太郎 - Bass: 藤永龍太郎 - All Other Instruments & Programming: 平田悠真 - Recorded & Directed by 平田悠真 - Mixed by 近藤久芳 - Sound Produced by Elements Garden - Production Management: 吹田亜沙美 (ARIA entertainment) |

## 収録アルバム
ウィザーズコンプレックス
- 『Windmill Vocal Collection 4 yomogi』（2021年12月30日）
- 『Thanks a million』（2016年12月29日）

夜明けが聞こえる
- 『キボウマイロード』（2021年10月20日）
- 『Windmill Vocal Collection 4 yomogi』（2021年12月30日）